# Live & off the Record
| Đánh giá chuyên môn | Đánh giá chuyên môn |
| Nguồn đánh giá      | Nguồn đánh giá      |
| Nguồn               | Đánh giá            |
| ------------------- | ------------------- |
| AllMusic            | [ 1 ]               |

Live & Off the Record là album trực tiếp thứ hai của nữ ca sĩ người Colombia Shakira.

## Track listing

### CD
| STT | Nhan đề                   | Sáng tác                                  | Thời lượng |
| --- | ------------------------- | ----------------------------------------- | ---------- |
| 1.  | "Ojos Así"                | Javier Garza, Pablo Flores, Shakira       | 8:14       |
| 2.  | "Si Te Vas"               | Luis Fernando Ochoa, Shakira              | 4:36       |
| 3.  | "Underneath Your Clothes" | Lester Mendez, Shakira                    | 4:13       |
| 4.  | "Ciega, Sordomuda"        | Estefano Salgado, Shakira                 | 4:58       |
| 5.  | "The One"                 | Glen Ballard, Shakira                     | 3:46       |
| 6.  | "Back in Black"           | Angus Young, Malcolm Young, Brian Johnson | 5:23       |
| 7.  | "Tú"                      | Dillon O'Biren, Shakira                   | 4:50       |
| 8.  | "Poem to a Horse"         | Ochoa, Shakira                            | 7:13       |
| 9.  | "Objection (Tango)"       | Shakira                                   | 4:22       |
| 10. | "Whenever, Wherever"      | Gloria Estefan, Tim Mitchell, Shakira     | 7:52       |

### DVD
| STT | Nhan đề                                              | Sáng tác                                  | Thời lượng |
| --- | ---------------------------------------------------- | ----------------------------------------- | ---------- |
| 1.  | "Ojos Así"                                           | Javier Garza, Pablo Flores, Shakira       | 9:04       |
| 2.  | "Si Te Vas"                                          | Luis Fernando Ochoa, Shakira              | 3:54       |
| 3.  | "Ciega, Sordomuda"                                   | Estefano Salgado, Shakira                 | 4:38       |
| 4.  | "The One"                                            | Glen Ballard, Shakira                     | 3:54       |
| 5.  | "Back in Black" (AC/DC cover)                        | Angus Young, Malcolm Young, Brian Johnson | 5:53       |
| 6.  | "Rules"                                              | Lester Mendez, Shakira                    | 4:47       |
| 7.  | "Inevitable"                                         | Ochoa, Shakira                            | 3:36       |
| 8.  | "Estoy Aquí"                                         | Ochoa, Shakira                            | 5:58       |
| 9.  | "Underneath Your Clothes"                            | Mendez, Shakira                           | 4:22       |
| 10. | "Octavo Día"                                         | Mendez, Shakira                           | 8:12       |
| 11. | "Ready for the Good Times"                           | Mendez                                    | 6:22       |
| 12. | "Tú"                                                 | Dillon O'Biren, Shakira                   | 4:50       |
| 13. | "Poem To A Horse" (Containts the Band Introductions) | Ochoa, Shakira                            | 7:16       |
| 14. | "Objection (Tango)"                                  | Shakira                                   | 4:44       |
| 15. | "Whenever, Wherever"                                 | Gloria Estefan, Mendez, Shakira           | 10:03      |

## Chứng nhận
| Quốc gia                                                                           | Chứng nhận | Số đơn vị/doanh số chứng nhận |
| ---------------------------------------------------------------------------------- | ---------- | ----------------------------- |
| Úc (ARIA)                                                                          | Gold       | 7.500^                        |
| Pháp (SNEP)                                                                        | Platinum   | 20.000*                       |
| Đức (BVMI)                                                                         | 3× Gold    | 75.000^                       |
| México (AMPROFON)                                                                  | Gold       | 50.000^                       |
| Tây Ban Nha (PROMUSICAE)                                                           | Gold       | 50.000^                       |
| Hoa Kỳ (RIAA)                                                                      | Gold       | 50.000^                       |
| * Chứng nhận dựa theo doanh số tiêu thụ. ^ Chứng nhận dựa theo doanh số nhập hàng. |            |                               |